# Rokycanský vikariát
Rokycanský vikariát  je jedním z deseti vikariátů Diecéze plzeňské. Okrskovým vikářem je P. Marek Winiarski.

## Historie
Historie rokycanského vikariátu začala v roce 1734, kdy byl plzeňský vikariát rozdělen na dva menší, plzeňský a rokycanský. Vikářem v Rokycanech se stal do té doby plzeňský vikář Šebestián Tomandl. V roce 1740 měl vikariát čtrnáct farností s 29 851 věřícími, v roce 1910 k němu patřila dvě děkanství a osmnáct farností, v nichž bylo celkem 58 210 katolíků.

## Členění vikariátu
Vikariát sdružuje dvě farnosti, farnost v Rokycanech a ve Zbirohu, jejichž rozsah je výsledkem reformy církevní správy v roce 2005. 
| Farnost                          | Správce                  | Sídlo | Farní kostel                         | Filiální kostely |
| -------------------------------- | ------------------------ | --- | ------------------------------------ | --- |
| Římskokatolická farnost Rokycany | P. Marek Winiarski farář | náměstí Josefa Urbana 52 337 01 Rokycany                                                                          | Kostel Panny Marie Sněžné (Rokycany) | - Kostel svatého Václava (Ejpovice) - Kostel sv. Jana Nepomuckého (Kařez) - Kostel Navštívení Panny Marie (Litohlavy) - Kostel Nejsvětější Trojice (Mešno) - Kostel svatého Jakuba Většího (Mirošov) - Kostel svatého Josefa (Mirošov) - Kostel svatého Jana Křtitele (Mýto) - Kostel svatého Štěpána (Mýto) - Kostel Nanebevzetí Panny Marie (Osek) - Kostel svatého Václava (Skořice) - Kostel svatého Vavřince (Strašice) - Kostel svatého Bartoloměje (Volduchy) |
| Římskokatolická farnost Zbiroh   | P. Dariusz Gębala farář  | (adresa sídla) Masarykovo náměstí 133 338 08 Zbiroh (kontaktní adresa) Nám. Kašpara Šternberka 131 338 28 Radnice | Kostel svatého Mikuláše (Zbiroh)     | - Kostel sv. Jakuba Staršího (Drahoňův Újezd) - Kostel Nejsvětější Trojice (Hlohovice) - Kostel Všech svatých (Hřešihlavy) - Kostel svaté Markéty (Chomle) - Kostel svatého Filipa a Jakuba (Lhota pod Radčem) - Kostel sv. Jana Nepomuckého (Liblín) - Kostel svatého Petra a Pavla (Líšná) - Kostel svatého Václava (Líšná) - Kostel Nejsvětější Trojice (Mlečice) - Kostel svatého Martina (Přívětice) - Kostel Navštívení Panny Marie (Radnice) - Kostel svatého Václava (Radnice) - Kostel svatého Vavřince (Stupno) - Kostel Povýšení svatého Kříže (Újezd u Svatého Kříže) - Kostel svatého Jana Křtitele (Vojenice) - Kostel Nanebevzetí Panny Marie (Zvíkovec) |

## Zaniklé farnosti
Do roku 2005 měl vikariát 17 farností, z nichž byla většina sloučená v rámci reformy církevní správy:
- farnosti Skořice,[7] Mirošov,[8] Mýto,[9] Osek u Rokycan,[10] Strašice[11] a Mešno[12] byly 3. února 2005 sloučeny s farností Rokycany
- farnosti Drahoňův Újezd,[13] Zvíkovec,[14] Újezd u Svatého Kříže,[15] Hlohovice,[16] Liblín,[17] Líšná,[18] Mlečice,[19] Radnice[20] a Lhota pod Radčem[21] byly 3. února 2005 sloučeny s farností Zbiroh